# Закон мести
«Закон мести» (англ. Out in Fifty) — фильм 1999 года, главные роли в котором исполнили Микки Рурк, Скотт Лит, Боджесси Кристофер и Нина Офенбок. 

## Сюжет
Главный герой фильма по имени Рэймонд Фрай сел в тюрьму за непреднамеренное убийство на 14 лет, но вышел через 7.  Но эти долгие годы не смогли погасить жажду мести в груди жестокого и непредсказуемого полицейского Джека Брэккена (Микки Рурк), поклявшегося отомстить за смерть своей жены жизнью убийцы. Он начинает преследовать Рэймонда. Фрай знакомится с молодой парой и оказывается подставленным под новое убийство…

## В ролях
| Актёр              | Роль         |
| ------------------ | ------------ |
| Микки Рурк         | Джек Брэккен |
| Скотт Лит          | Рэймонд Фрай |
| Боджесси Кристофер | Стивен Фишер |
| Нина Офенбок       | Глория       |
| Никки Бокал        | Сара Браун   |
| Джастин Пирс       | Фредди       |
| Алексис Аркетт     | Ким          |
| Кристина Эпплгейт  | Лила         |
| Бальтазар Гетти    | Лефти        |
| Джонни Уитворт     | Уайти        |

## Рецензии
Михаил Иванов на сайте «Видеогид» критикует эту картину. По его мнению, «Закон мести» — это «на редкость скучный, затянутый и болтливый триллер с трудно прослеживаемым сюжетом» и плохой актёрской игрой: в частности, как отмечает рецензент, Микки Рурк сыграл в картине «просто отвратительно».